# Изука
Изука (јап. 飯塚市) град је у Јапану у префектури Фукуока. Према попису становништва из 2005. у граду је живело 133.357 становника.

## Становништво
Према подацима са пописа, у граду је 2005. године живело 133.357 становника.
| 1995.   | 2000.   | 2005.   |
| ------- | ------- | ------- |
| 140.463 | 136.701 | 133.357 |